# Tutti giù per terra (singolo)
Tutti giù per terra è il quarto singolo discografico del Consorzio Suonatori Indipendenti, pubblicato nel 1997 dalla Mercury Records come singolo principale estratto dalla colonna sonora dell'omonimo film.

## Descrizione
Fu pubblicato su CD in edizione limitata come tema principale dell'omonimo film italiano, dove i C.S.I. e Giovanni Lindo Ferretti fecero svariati cameo. 

## Tracce
Testi di Giovanni Lindo Ferretti, musiche di Massimo Zamboni, Gianni Maroccolo, Giorgio Canali, Francesco Magnelli.
1. Tutti giù per terra – 5:54

## Formazione
- Giovanni Lindo Ferretti - voce
- Ginevra Di Marco - voce, cori
- Massimo Zamboni - chitarra
- Giorgio Canali - chitarra, cori
- Gianni Maroccolo - basso
- Francesco Magnelli - tastiere, cori